# 238년

## 연호
- 위(魏) 경초(景初) 2년
- 촉(蜀) 연희(延熙) 원년
- 오(吳) 가화(嘉禾) 7년 / 적오(赤烏) 원년

## 기년
- 위(魏) 명제(明帝) 12년
- 촉(蜀) 후주(後主) 16년
- 오(吳) 대제(大帝) 17년
- 신라(新羅) 조분 이사금(助賁泥師今) 9년
- 고구려(高句麗) 동천왕(東川王) 12년
- 백제(百濟) 고이왕(古爾王) 5년

## 사건
- 동천왕, 위나라 군대를 도와 공손씨 세력을 멸망시킴.
- 황제 막시미누스를 로마 원로원이 국가의 공적으로 선포하고 푸피에누스와 발비누스를 공동 황제로 추대함.